# Jiří Landkammer
Jiří Landkammer (1919 nebo 1920 Praha – ?) byl československý sportovní plavec a pólista.
Jako rodák z Malé Strany se naučil plavat v Čertovce. Závodnímu plavání a vodnímu pólu se věnoval od roku 1935 v klubu ČPK Praha. Mezi přáteli měl přezdívku Habešan. Specializoval se na plavecký styl kraul. Jeho trenérem byl Vít Krombholz. Noviny ho popisovaly jako houževnatého závodníka s na české poměry výbornou plaveckou technikou. Na své největší soupeře Miroslava Bubníka a Miroslava Bartůška ztrácel po fyzické stránce – síla v záběru a v gymnastických prvcích plavání – starty a obrátky.
Svá nejlepší sportovní léta prožil v období Protektorátu, kdy kvůli známému válečnému konfliktu se nepořádaly žádné mezistátní utkání – poprvé Československo reprezentovat až v roce 1945 v mezistátním střetnutí s Jugoslávií. V závěru roku 1940 se při závodech v hotelovém bazénu AXA jako první československý plavec přiblížil na 100 m volný způsob k magické hranici 60 sekund. Hranici 60s sice překonal v roce 1941, ale pouze ve štafetovém závodě. Jeho zaplavaný čas z prosince 1940 1:00,8 vydržel dlouhých šest let jako platný rekord.
Po druhé světové válce v roce 1945 pokračoval v plavecké kariéře, ale svým dříve zaplaveným rekordům se nepřibližoval. V roce 1947 reprezentoval Československo na mistrovství Evropy v Monte Carlu. Na trati 400 m volný způsob nepostoupil z rozplaveb do dalších bojů. Se štafetou na 4×200 m obsadil konečné 5. místo. V roce 1948 na olympijských hrách v Londýně nestartoval.
V roce 1948 vstoupil, v rámci slučovaní tělovýchovy, jeho domovský klub ČPK Praha do Sokolu Vinohrady. V roce 1951 Sokol Vinohrady fúzoval se závodní sokolskou jednotou (ZSJ) ČKD–Stalingrad (současné TJ Bohemians Praha). Sloučená závodní sokolská jednota prakticky rozpustila pro rok 1952 tým vodních pólistů, kterému se v závěru sportovní kariéry více věnoval. V roce 1953 a 1954 hrál za nově utvořený tým vodního póla při DSO Slavoj.